# Union Tavern
Union Tavern is een gebouw in  Milton, North Carolina. Het was de werkplaats van de zwarte meubelontwerper Thomas Day (c. 1801 – c. 1861).
Het is een National Historic Landmark sinds 1975.